# Morte del letto lesbico
La morte del letto lesbico (lesbian bed death in inglese) è il concetto secondo cui le coppie lesbiche in relazioni durature fanno meno sesso di qualsiasi altro tipo di coppia e generalmente sperimentano meno intimità sessuale di conseguenza. Può anche essere definito come un calo dell'attività sessuale in una relazione lesbica a lungo termine.
Il concetto si basa sulla ricerca del 1983 dello psicologo sociale Philip Blumstein e della sociologa Pepper Schwartz, pubblicata su American Couples: Money, Work, Sex (Coppie americane: soldi, lavoro, sesso). Essa ha scoperto che le coppie lesbiche hanno riportato numeri inferiori quando è stato chiesto "Quante volte durante l'ultimo anno avete avuto rapporti sessuali?"
La ricerca è stata criticata per la sua metodologia e perché l'attività sessuale diminuisce per tutte le coppie a lungo termine, indipendentemente dall'orientamento sessuale. Le analisi del concetto lo hanno quindi classificato come mito popolare.

## Origine del termine

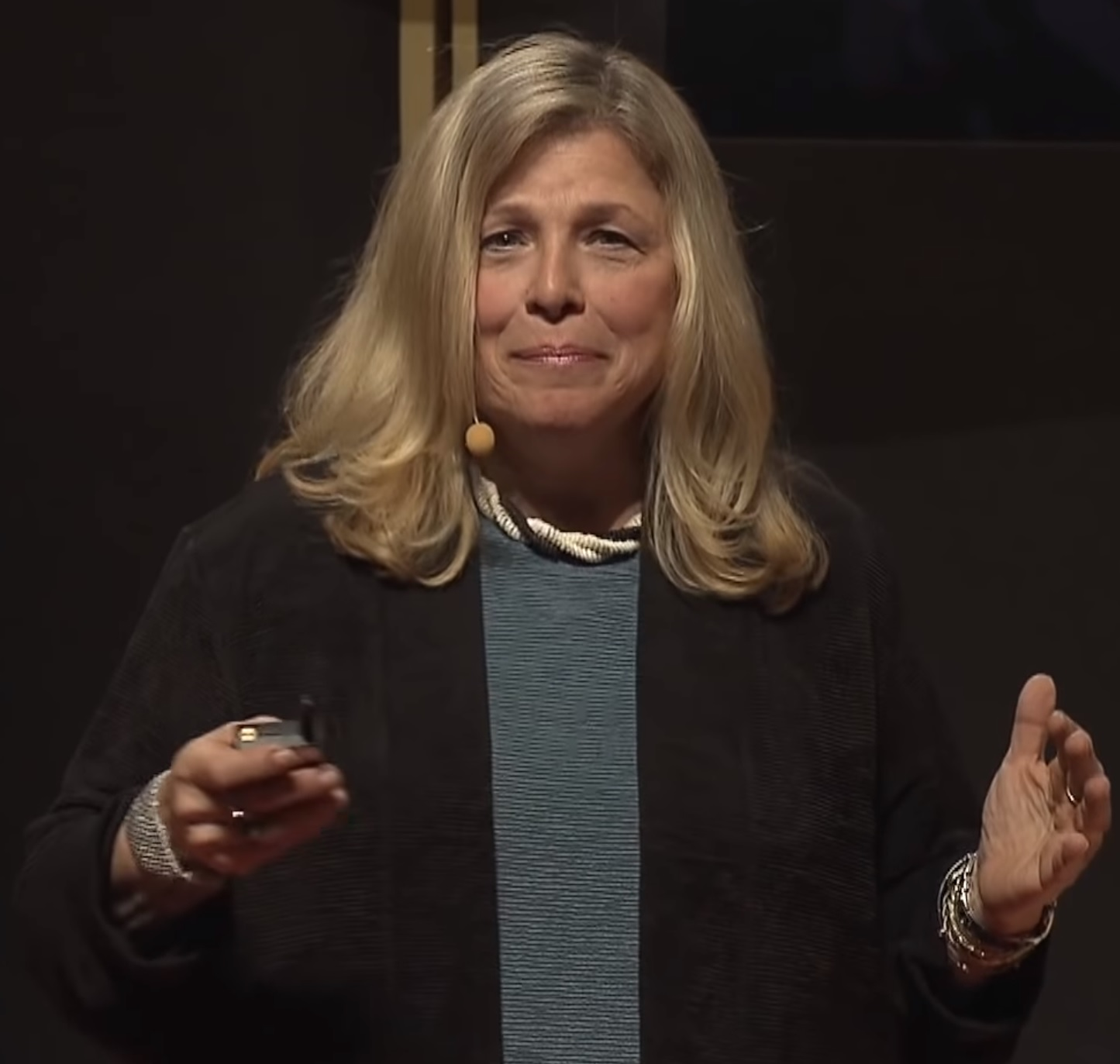
Pepper Schwartz a TEDxRainier, 2011.

A Pepper Schwartz viene attribuito il merito di aver coniato il termine morte del letto lesbico. La psicologa e terapista sessuale Suzanne Iasenza crede che sia stato nominato pubblicamente per la prima volta da Jade McLeughlin durante un discorso a un raduno NGLTF del 1987 alla George Washington University.

## Ricerca

### Le scoperte di Blumstein e Schwartz
All'inizio degli anni '80, Philip Blumstein e Pepper Schwartz condussero un sondaggio sulle relazioni americane, sponsorizzato dalla Russell Sage Foundation e dalla National Science Foundation.
l questionario copriva vari aspetti della loro relazione come il lavoro, il sesso, la prole, le finanze e il processo decisionale. Inizialmente 12.000 coppie volontarie, comprese 788 coppie lesbiche, hanno risposto al sondaggio. Di queste, 300 coppie a Seattle, San Francisco e New York sono state selezionate per un'intervista più approfondita.
I risultati furono pubblicati nel 1983 come American Couple: Money, Work, Sex (Coppie americane: soldi, lavoro, sesso). Tra i risultati, Blumstein e Schwartz hanno concluso che le coppie lesbiche in relazioni impegnate fanno meno sesso rispetto a ogni altro tipo di coppia (eterosessuale sposata, eterosessuale convivente o gay) e che generalmente sperimentano meno intimità sessuale tanto più a lungo dura la relazione.
Ciò si basava sulle risposte alla domanda "Quante volte durante l'ultimo anno avete avuto rapporti sessuali?" I risultati indicavano una minore attività sessuale rispetto alle controparti. Solo un terzo circa delle lesbiche in relazioni di 2 o più anni faceva sesso una volta alla settimana o più, mentre Il 47% lo faceva una volta al mese o meno. Delle coppie sposate eterosessuali, invece, solo il 15% aveva rapporti una volta alla settimana o meno. Hanno anche riportato che le lesbiche sembravano essere più limitate nella varietà delle proprie attività sessuali rispetto ad altre coppie, e che sono meno sessuali come coppie e come individui di chiunque altro.

### Altri risultati e critiche
Uno studio del 1988 su oltre 1.500 lesbiche ha rilevato che il 78% era vergine, che Il 35% non aveva avuto rapporti per un periodo da 1 a 5 anni e che il 6% non aveva rapporti da più di 6 anni.
Nella sua recensione di American Couple per il New York Times, Carol Tavris ha suggerito potenziali pregiudizi nei risultati del sondaggio di Blumstein e Schwartz, poiché la maggior parte delle intervistate e gli intervistati era bianca, benestante, liberale e ben istruita.
Anche la teorica femminista lesbica Marilyn Frye ha criticato lo studio. Frye ha messo in dubbio la metodologia del format del questionario, ritenendo che la domanda fosse troppo ambigua quando applicata al comportamento sessuale delle coppie lesbiche. Ha puntato il dito sulla poca accuratezza del paragone, in quanto il sondaggio si concentrava sull'essere penetrate o meno e su un'interpretazione troppo restrittiva delle "relazioni sessuali". Questa ambiguità potrebbe spiegare il comportamento sessuale tra lesbiche.
Frye ha dichiarato: "[...]Ciò che l'85% delle coppie sposate fa più di una volta al mese richiede in media 8 minuti... Quello che noi (lesbiche) facciamo - che in media facciamo molto meno di frequente, richiede, in media, molto più di 8 minuti. Almeno una trentina di minuti, forse".
Ci si aspetta che le coppie lesbiche cerchino il sesso meno spesso rispetto alle coppie eterosessuali o gay. Lo studioso Waguih William IsHak ha affermato che sebbene la morte del letto lesbico manchi di prove scientifiche, i dati empirici hanno suggerito "che le donne abbiano meno desiderio sessuale degli uomini e siano più sottomesse nelle interazioni sessuali".
Per quanto riguarda il comportamento sessuale generale delle donne e la soddisfazione sessuale, lo studio del 1979 di Masters e Johnson sulle pratiche sessuali lesbiche ha concluso che i comportamenti sessuali tra donne siano più spesso finalizzati alla soddisfazione sessuale rispetto alle loro controparti etero. Si concentrano più su un contatto che coinvolge tutto il corpo piuttosto che su uno incentrato sui genitali e registrano meno preoccupazione o ansia per il raggiungimento dell'orgasmo, più assertività sessuale e più comunicazione sui bisogni sessuali, oltre che rapporti più lunghi e una maggiore soddisfazione per la qualità complessiva della propria vita sessuale.
La ricerca del 2004 di Margaret Nichols ha rilevato un comportamento sessuale leggermente inferiore tra le lesbiche rispetto alle donne eterosessuali, ma che entrambe erano sessualmente attive circa una volta alla settimana.
Diversi studi hanno indicato che le lesbiche hanno orgasmi più spesso e più facilmente nelle interazioni sessuali rispetto alle donne etero, mentre uno studio del 2009 del Journal of Sex Research ha riferito che le donne in relazioni omosessuali godevano di uguali desiderio, comunicazione e soddisfazione sessuale e per l'orgasmo che le loro controparti eterosessuali.
La ricerca del 2014 di Blair e Pukall ha riportato che le donne in relazioni omosessuali hanno livelli simili di soddisfazione sessuale complessiva e livelli leggermente inferiori di frequenza sessuale delle loro controparti etero, ma anche che spendono significativamente più tempo in rapporti sessuali individuali, spesso anche più di due ore.
Gli studiosi Cohen e Byers hanno affermato che la maggior parte della ricerca sul letto lesbico è vecchia (più di 20 anni) e che la domanda del sondaggio "quanto spesso fai sesso?" è fallocentrica; per questo era improbabile che chi lo ha compilato includesse attività come il contatto genitale, il contatto orale-genitale e attività non genitali (come il bacio e il contatto con tutto il corpo) nelle loro risposte. Nel loro studio del 2014 su questo concetto sono state incluse circa 600 donne in relazioni omosessuali a lungo termine. Tre quarti si impegnavano in una o più attività sessuali basate sui genitali almeno una volta a settimana durante l'ultimo mese e l'88% delle donne ha riferito di attività sessuale quotidiana non genitale. Sia le coppie eterosessuali che quelle lesbiche hanno avuto una diminuzione della frequenza del contatto genitale, mentre il contatto non genitale non era diminuito. Tutte hanno riferito di essere sessualmente soddisfatte.
Suzanne Iasenza ha descritto il concetto di morte del letto lesbico come un "famigerato calo dell'attività sessuale in relazioni lesbiche a lungo termine". Rivedendo la letteratura sull'argomento, ha sostenuto che si dovrebbe porre fine alla questione, perché il concetto si basa sulla teoria della socializzazione di genere, manca di chiarezza di definizione e validità empirica e perché tutte le coppie a lungo termine sperimentano un declino della frequenza sessuale con il passare degli anni. Ha anche nominato l'indagine del 1995 Advocate Survey of Lesbian Sexuality and Relationship, che mostrava come le donne lesbiche avessero rapporti sessuali più piacevoli rispetto alla maggior parte delle donne americane, ma che questi dati non avessero ricevuto la stessa attenzione dello studio della Schwartz.

## Società e cultura
A seguito del sondaggio di Blumstein e Schwartz, negli anni '80 sono stati scritti molti libri e articoli sulla sessualità lesbica da note dottoresse come Marny Hall, JoAnn Loulan e Marge Nichols, che si occupavano di desiderio sessuale inibito, mancanza di iniziazione sessuale e bassa autostima sessuale nell'intimità lesbica.
Nichols ha affermato che l'impatto "di questi studi sulla percezione delle lesbiche, in particolare da parte delle lesbiche stesse, è stato enorme: in una parola, le lesbiche hanno finito per essere viste come meno sessuali delle altre donne".  Il termine morte del letto lesbico era ben consolidato all'inizio degli anni '90 nella comunità gay e lesbica ed è stato oggetto di battute, sgomento e intenso dibattito.  Secondo Nichols, le spiegazioni di questo concetto consistevano in un desiderio sessuale inibito come risultato dell'omofobia interiorizzata e dell'"idea di 'fusione' o 'unione' nelle coppie lesbiche (Burch, 1987). Il 'bisogno di unirsi' era già più forte nelle donne che negli uomini, perciò due donne insieme avrebbero sviluppato una connessione fin troppo stretta, un legame così familiare che il sesso sarebbe finito per assomigliare all'incesto e la sua espressione per essere inibita".
Varie persone nell'ambito della ricerca e della scrittura hanno definito la morte del letto lesbico un mito. Nikki Dowling di The Frisky ha sostenuto che la definizione di attività sessuale negli anni '80 era principalmente limitata al sesso pene-vagina e che questo ha influenzato la definizione di sesso tra lesbiche, poiché alcuni si chiedono se due donne possano effettivamente farlo. Ha ipotizzato che il termine morte del letto lesbico "probabilmente sopravviva solo" a causa della lesbofobia.
Winnie McCroy del The Village Voice ha dichiarato: "Nonostante la metodologia [di Schwartz] e i risultati siano stati successivamente sfidati, l'idea della morte del letto lesbico ha assunto una vita propria, con risultati dannosi". Dowling ha anche citato un diffuso effetto negativo di questo concetto, ossia la nascita di numerosi siti web che affermano di poterlo curare. McCroy ha sostenuto che tutte le coppie si stancano del "sesso da maratona". L'educatore sessuale e autore Tristan Taormino ha affermato che il sesso invecchia indipendentemente dall'orientamento sessuale di una coppia. Suzanne Iasenza ha detto: "Leggi il lavoro del terapista sessuale etero David Schnarch se non credi che le coppie eterosessuali abbiano a che fare con problemi simili".
L'autrice lesbica Felice Newman ha dichiarato: "La morte del letto lesbico è il più grande danno che abbiamo mai fatto alla nostra comunità. [...] Perché in effetti le statistiche non variano molto. Che tu sia etero o gay, le relazioni a lungo termine possono essere difficili quando si tratta di sesso.